# Саини, Рупа Кумари
Рупа Кумари Саини (англ. Rupa Kumari Saini, 2 сентября 1954) — индийская хоккеистка (хоккей на траве), полевой игрок.

## Биография
Рупа Кумари Саини родилась 2 сентября 1954 года. Жила в Пенджабе.
В составе сборной Индии участвовала в чемпионатах мира 1974 и 1978 годов.
В 1975 году удостоена национальной спортивной премии «Арджуна».
В 1980 году вошла в состав женской сборной Индии по хоккею на траве на летних Олимпийских играх в Москве, занявшей 4-е место. Играла в поле, провела 5 матчей, забила 4 мяча (по одному в ворота сборных Австрии, Польши, Зимбабве и СССР).
В течение карьеры провела за сборную Индии почти 200 матчей.
Получила докторскую степень. Работала старшим преподавателем в государственном колледже физической культуры в Патиале, затем возглавляла местный колледж Мохиндры.
Была менеджером женской сборной страны в Индийской женской федерации хоккея на траве.

## Семья
Происходит из хоккейной семьи. Её сёстры Кришна, Сварна и Према Саини также играли за женскую сборную Индии по хоккею на траве.